# Saint-Pierre-la-Roche
Saint-Pierre-la-Roche település Franciaországban, Ardèche megyében. Lakosainak száma 63 fő (2022. január 1.). Saint-Pierre-la-Roche Berzème, Rochessauve, Saint-Bauzile és Saint-Martin-sur-Lavezon községekkel határos.

## Népesség
A település népessége az elmúlt években az alábbi módon változott:
| Lakosok száma | 76   | 51   | 54   | 51   | 53   | 56   | 59   | 63   | 62   | 63   |
|               | 1968 | 1982 | 1990 | 2006 | 2013 | 2015 | 2017 | 2019 | 2020 | 2022 |